# Michael Altherr
Michael Altherr (Trogen, circa 4 aprile 1681 – Trogen, 13 aprile 1735) è stato un politico e agricoltore svizzero.

## Biografia
Figlio di Ulrich Altherr, capitano, e di Cathrin Bruderer, sposò nel 1702 Barbel Hertenegger, figlia di Jacob, capitano. Di professione agricoltore, fu responsabile delle costruzioni nel 1730, e nel 1734 fu inviato alla Dieta federale. Rappresentante dei "duri" nel contesto del Landhandel, fu eletto Landamano di Appenzello Esterno nel 1732, in occasione della Landsgemeinde straordinaria di Teufen. Rimasto in carica fino al 1735, si batté affinché venissero pronunciate severe sanzioni nei confronti dei "moderati".